# 2011년 로스앤젤레스 영화 비평가 협회상
제37회 로스앤젤레스 영화 비평가 협회상은 2011년 12월 11일에 열린 시상식이다.

## 수상 및 후보

### 작품상
- 디센던트 - 알렉산더 페인 수상

### 감독상
- 트리 오브 라이프 - 테렌스 맬릭 수상

### 남우주연상
- 댄저러스 메소드 - 마이클 패스벤더 수상

### 여우주연상
- 시 - 윤정희 수상

### 남우조연상
- 비기너스 - 크리스토퍼 플러머 수상

### 여우조연상
- 트리 오브 라이프 - 제시카 차스테인 수상

### 각본상
- 씨민과 나데르의 별거 - 아쉬가르 파라디 수상

### 촬영상
- 트리 오브 라이프 - 엠마누엘 루베즈키 수상

### 미술상
- 휴고 - 단테 페레티 수상

### 음악상
- 한나 - 톰 로우랜즈 외 1명 수상

### 외국어영화상
- 난징!난징! - 루 추안 수상

### 다큐멘터리상
- 잊혀진 꿈의 동굴 - 베르너 헤어조크 수상

### 애니메이션상
- 랭고 - 고어 버빈스키 수상

### 독립영화상
- 스파크 오브 빙 - 빌 모리슨 수상

### 신인상
- 마샤 마시 메이 말렌 - T. 숀 더킨 수상

### 공로상
- 도리스 데이 수상